# Andrea Gmür-Schönenberger

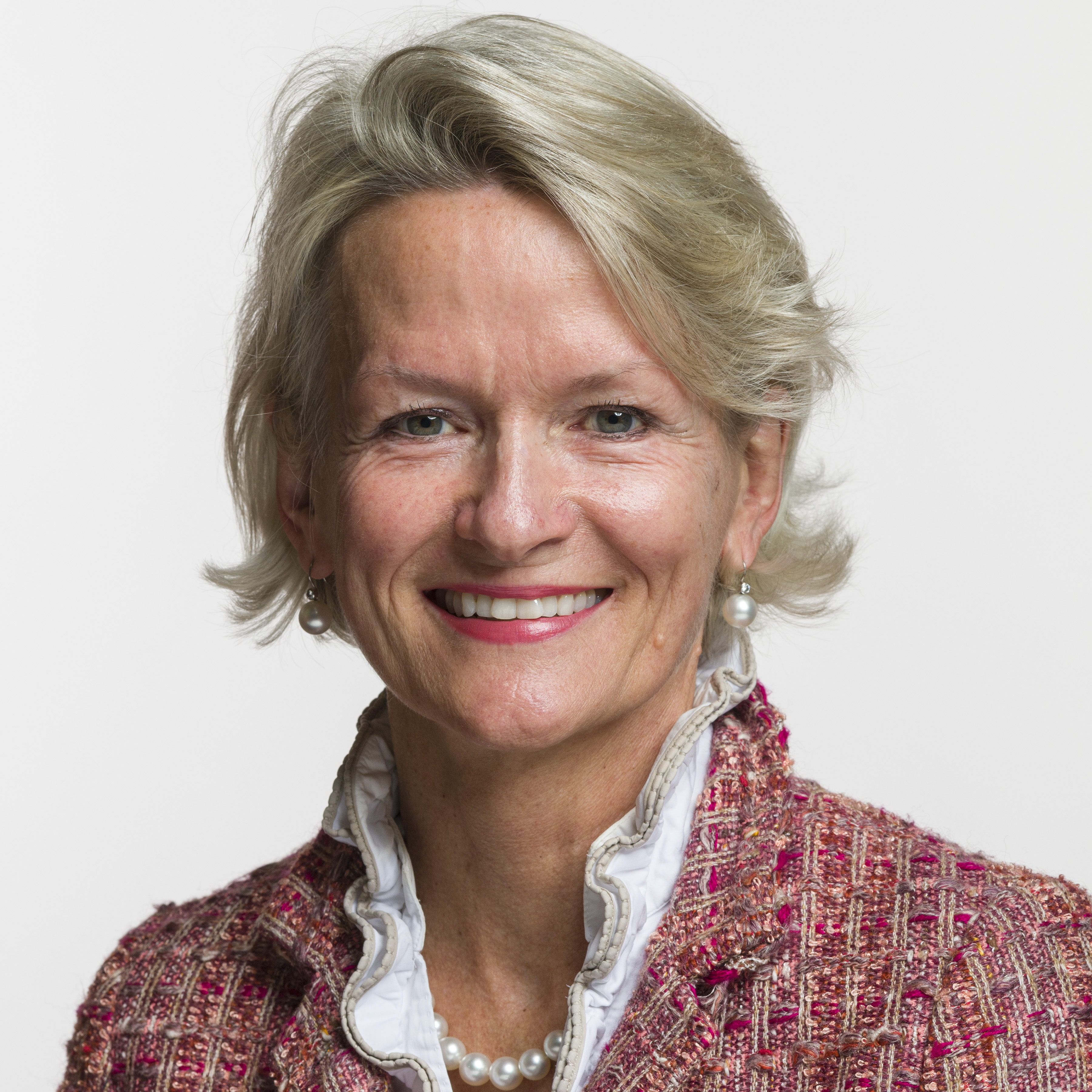
Andrea Gmür-Schönenberger (2019)

Andrea Gmür-Schönenberger (* 17. Juli 1964 in Wattwil; heimatberechtigt in Luzern, Amden und Kirchberg) ist eine Schweizer Politikerin (Die Mitte, vormals CVP). Seit 2019 ist sie Ständerätin, von 2015 bis 2019 war sie Nationalrätin. Von 2020 bis 2021 war sie Fraktionspräsidentin der Mitte-Fraktion.

## Biografie
Andrea Gmür-Schönenberger absolvierte 1983 die Matura Typus B an der Kantonsschule Wattwil und studierte anschliessend Anglistik und Romanistik an der Universität Freiburg. 1989 schloss sie mit dem Titel lic.phil.I ab. Sie arbeitete von 1991 bis 2007 an verschiedenen Gymnasien als Lehrerin für Englisch und Französisch. Von 2007 bis 2020 war sie Geschäftsführerin der Stiftung Josi J. Meier in Luzern. Sie ist Mitglied des Universitätsrates der Universität Luzern.
Gmür-Schönenberger wohnt in Luzern, ist mit dem Versicherungsmanager Philipp Gmür verheiratet und Mutter von vier erwachsenen Kindern. Sie ist die Tochter von Jakob Schönenberger, der von 1979 bis 1991 St. Galler Ständerat für die CVP war. Felix Gmür, der Bischof von Basel, ist ihr Schwager.

## Politik
Von 2007 bis 2015 war Gmür-Schönenberger Mitglied des Kantonsrates Luzern. Sie war Vizefraktionschefin (2009–2015) und Präsidentin der Staatspolitischen Kommission des Kantonsrates. Bei den Parlamentswahlen am 18. Oktober 2015 wurde sie mit 138 Stimmen Unterschied vor Priska Wismer-Felder in den Nationalrat gewählt. Dort war sie Mitglied in der Kommission für Rechtsfragen und der Kommission für Wissenschaft, Bildung und Kultur. Von 2014 bis 2019 war sie Präsidentin der CVP Stadt Luzern.
Am 29. Januar 2019 wurde sie von den Delegierten der CVP Kanton Luzern als offizielle Kandidatin für den Ständeratssitz des zurücktretenden Konrad Graber nominiert. Bei den Wahlen am 20. Oktober 2019 wurde sie wieder in den Nationalrat gewählt und belegte bei den Ständeratswahlen den zweiten Platz hinter dem bisherigen Damian Müller. Am Donnerstag nach den Gesamterneuerungswahlen wurde sie in stiller Wahl zur neuen Ständerätin des Kantons Luzern gewählt. In den Wahlen 2023 wurde sie bestätigt. Dort ist sie Mitglied (Stand: 23. Dezember 2023) in der Kommission für Wissenschaft, Bildung und Kultur, der Sicherheitspolitischen Kommission (Präsidentin) und der Kommission für Verkehr und Fernmeldewesen. Sie ist in der Delegation bei der parlamentarischen Versammlung des nordatlantischen Verteidigungsbündnisses (NATO) (Vizepräsidentin). Zuvor war sie in der Aussenpolitischen Kommission.
Im Januar 2020 wurde sie zur Fraktionspräsidentin der neuen Mitte-Fraktion gewählt; sie folgte auf Filippo Lombardi, Präsident der Fraktion CVP der Bundesversammlung. Im März 2021 gab sie ihren Rücktritt als Fraktionspräsidentin per 30. April 2021 bekannt, um ihrem Ständeratsmandat besser gerecht zu werden. Für die Nachfolge kandidierte einzig der Walliser Nationalrat Philipp Matthias Bregy. Er wurde am 21. Mai 2021 im Rahmen der ordentlichen Fraktionssitzung gewählt.